# Мелиоранский, Владимир Михайлович
Владимир Михайлович Мелиоранский (1873—1941) — российский педагог-математик.
Младший брат Платона и Бориса Михайловичей Мелиоранских.
В 1900—1915 годах преподавал в 1-й Петербургской гимназии; в 1915—1916 годах был директором училища в Териоках. Преподавал также в Институте инженеров путей сообщения.
Занимал должность доцента ЛИТМО.
Автор учебников и учебных пособий по математике для гимназий и народных училищ.

## Смерть
Умер в блокадном Ленинграде в декабре 1941 года.